# فرانك أوكونور (لاعب كرة قاعدة)
فرانك أوكونور (بالإنجليزية: Frank O'Connor)‏ هو لاعب كرة قاعدة أمريكي، ولد في 15 سبتمبر 1868 في كيسيفيل في الولايات المتحدة، وتوفي في 26 ديسمبر 1913 في براتلبورو في الولايات المتحدة.